# Blackbird (phim 2014)
Blackbird là một bộ phim năm 2014 của Patrik-Ian Polk và có sự tham gia của Mo'Nique và Isaiah Washington trong các vai chính. Bộ phim được chuyển thể từ cuốn tiểu thuyết cùng tên của Larry Duplechan và được phát hành vào ngày 24 tháng 4 năm 2015.

## Nội dung
Một thiếu niên đồng tính ở trường trung học ở một thị trấn Baptist nhỏ ở Mississippi đấu tranh với tôn giáo và giới tính của mình. Để làm cho vấn đề tồi tệ hơn, em gái của anh đã mất tích trong nhiều năm và nó đã phá vỡ gia đình anh.

## Diễn viên
- Julian Walker vai Randy Rousseau
- Mo'Nique vai Claire Rousseau
- Isaiah Washington vai Lance Rousseau
- Kevin Allesee vai Marshall MacNeil
- Terrel Tilford vai Pastor Crandall
- Gary LeRoi Gray vai Efrem
- Torrey Laamar vai Todd Waterson
- Nikki Jane vai Crystal

## Bối cảnh
Polk ban đầu đã cố gắng để bộ phim được thực hiện vài năm trước đó, với Jussie Smollett được chọn vào vai chính, tuy nhiên tài chính đã giảm. Khi tài trợ đến nhiều năm sau đó, anh buộc phải tham gia lại vì lịch trình bận rộn của Smollett vào Empire, và đấu tranh để tìm một diễn viên nam da đen, người sẽ thể hiện một câu chuyện tình yêu gay trên màn hình. Tuy nhiên, sau đó anh đã gặp Julian Walker, người công khai đồng tính, và chọn chọn anh mặc dù anh không có kinh nghiệm diễn xuất.

Polk đã thảo luận, trong một cuộc phỏng vấn với BuzzFeed, nhu cầu có nhiều câu chuyện hơn về những người đồng tính nam không da trắng: 
"Qua nhiều năm làm phim, chúng tôi đã thấy câu chuyện về tuổi đồng tính nam từ mọi quan điểm nam giới da trắng có thể... Chúng tôi đã thấy nó nhiều lần, và hơn thế nữa."

## Phát hành
Bộ phim đã chạy thành công trên mạch liên hoan phim, giành giải thưởng tại một số liên hoan theo định hướng LGBT bao gồm Outflix Memphis, Atlanta Liên hoan phim ra mắt và Liên hoan phim Crossroads ở Polk trộm bản địa Mississippi. Bộ phim là buổi chiếu đêm bế mạc cho Los Angeles, Liên hoan phim Pan Phi (PAFF), nơi nó đã giành giải thưởng Người sáng lập cho Phim truyện tự sự hay nhất.

## Tiếp nhận
Blackbird nhận được nhiều ý kiến trái chiều từ các nhà phê bình khi phát hành; trên trang web tổng hợp đánh giá phim Rotten Tomatoes, chỉ 25% các nhà phê bình đánh giá tích cực về bộ phim. The Hollywood Reporter gọi nó là "quá nghiêm trọng trên bản đồ". The New York Times nói rằng bộ phim có một "niềm tin ấn tượng, có thể sờ thấy", mặc dù cuối cùng nó "phải chịu đựng sự thừa thãi của xà phòng và những câu chuyện kể". Slant Magazine viết: "Blackbird là, giống như nhân vật chính của nó, quá ngây thơ để hiểu hoặc, ít nhất, để triển khai các quyền lực sửa chữa của trại".